# B-Quest
『B-Quest』（ビー・クエスト）は、文芸社から刊行されていた文芸雑誌。2005年11月の創刊号から2007年3月のvol.4まで、全4冊が刊行された。キャッチコピーは「僕らが決める“絶対ストーリー”！」。文芸社から本を出していた作家の中で、創刊当時人気を博していた山田悠介、「心霊探偵 八雲」シリーズで知られる神永学や、のちに『このミステリーがすごい!』大賞を受賞する山下貴光らの小説が掲載されていた。

## 概要
新書サイズの文芸誌。内容は短編小説を中心に漫画・詩・インタビュー記事などで構成されている。小説の執筆者は山田悠介や神永学、山下貴光など、当時文芸社から単行本を刊行していた作家たちである。掲載小説は、作品ごとに異なるフォントが使用されており、また多くはイラストがつけられている。
創刊号の第2特集内「あなたのヒーローって、誰ですか？」にはサバンナの八木真澄や、漫画家の魚喃キリコ、やまだないと、友沢ミミヨらが直筆のコメントを寄せている。ほかに、なばたとしたか（vol.1）のイラスト、吉田豪（vol.1,2）や辛酸なめ子（vol.1,2）のコラムなどが掲載されている。
絶対ストーリー
創刊号には「絶対ストーリー宣言！」が掲載されており、この文芸誌は「読みたい作家・作品を読者が選ぶ」「究極の読者参加型文芸誌」であると説明されている。Webサイトおよび折込ハガキでの人気投票という通常見られる方法以外に、一般読者から募った読者ブレーンによる「読者ブレーン会議」を実施し、今までにない形での読者参加を実現する。読者ブレーン会議では、掲載作品の選考や新しい企画の立案を行う。vol.2の特集企画「女の子の萌え図鑑」は読者ブレーン会議から生まれた企画である。 

## 刊行リスト
- vol.1（2005年11月、ISBN 4-286-00774-X）- 特集1 山田悠介 創造主の世界、特集2 キャラクターに、恋して。
- vol.2（2006年4月、ISBN 4-286-01563-7）
- vol.3（2006年9月、ISBN 4-286-02246-3）
- vol.4（2007年3月、ISBN 978-4-286-03081-4）

## 主な掲載内容

### 小説
山田悠介
- パラシュート （vol.1-4）

神永学
- 心霊探偵 八雲 外伝 それぞれの願い （vol.1,2）
- パーソナル・リスク （vol.3）

山下貴光
- イヌとネコの暇つぶし（vol.1）
- イヌとネコの暇つぶし2 天使の条件（vol.2）
- イヌとネコの暇つぶし3 有言実行クラブ（vol.3）
- イヌとネコの暇つぶし4 幸福のおまじない（vol.4）

### その他
- ドラマ化特別対談 成宮寛貴×山田悠介 on the location @「スイッチを押すとき」（vol.3）